# Ермолаев, Борис Владимирович
Борис Владимирович Ермолаев — советский и российский кинорежиссёр и сценарист.
умер  
November 29, 2020 · Montreal, Quebec, Canada

## Биография
Борис Владимирович Ермолаев родился 15 июня 1938 года в Алма-Ате. В 1955-1957 гг. учился в Первом медицинском институте в Ленинграде, с 1957 года — на актёрском факультете ВГИКа.
В 1963 году окончил (защитился в 1968 году) режиссёрский факультет (мастерская Григория Козинцева и С. Скворцова).
Соавтор сценария как нескольких собственных фильмов, так и новеллы «Ангел» из киноальманаха «Начало неведомого века» (режиссёр Андрей Смирнов). В середине 1990-х эмигрировал в Монреаль.

## Фильмография

### Режиссёр
- 1963 — «Слепой дождь» (полнометражный фильм)[1]
- 1965 — «Комната» (телеспектакль)[1]
- 1967 — Поворот
- 1971 — Слушайте на той стороне (с Бадрахын Сумху, СССР—Монголия—ГДР)
- 1975 — Мой дом — театр
- 1986 — Фуэте
- 1989 — Отче наш

### Сценарист
- 1967 — Начало неведомого века (новелла «Ангел»)
- 1967 — Поворот
- 1971 — Слушайте на той стороне (с Бадрахын Сумху и Александром Басаргиным)
- 1986 — Фуэте
- 1989 — Отче наш